# 埼玉県高等学校一覧
| 総数                                 | 194校            |
| 国立                                 | 1校              |
| 公立                                 | 145校            |
| 私立                                 | 48校             |
| 教育委員会所在地                     | 〒330-9301       |
| 埼玉県さいたま市浦和区高砂三丁目15-1 |                  |
| 公式サイト                           | 埼玉県教育委員会 |

埼玉県高等学校一覧（さいたまけんこうとうがっこういちらん）は、埼玉県の高等学校の一覧。
全日制課程の存在しない高等学校については、（定時制）・（通信制）と記載する。

## 国立高等学校

### 坂戸市
- 筑波大学附属坂戸高等学校

## 県立高等学校

### さいたま市

#### 西区
- 埼玉県立大宮光陵高等学校
- 埼玉県立大宮南高等学校
- 埼玉県立大宮武蔵野高等学校

#### 北区
- 埼玉県立大宮工業高等学校
- 埼玉県立大宮中央高等学校（定時制・通信制）

#### 大宮区
- 埼玉県立大宮高等学校

#### 見沼区
- 埼玉県立大宮商業高等学校
- 埼玉県立大宮東高等学校

#### 中央区
- 埼玉県立いずみ高等学校
- 埼玉県立与野高等学校

#### 桜区
- 埼玉県立浦和北高等学校
- 埼玉県立浦和工業高等学校
- 埼玉県立常盤高等学校

#### 浦和区
- 埼玉県立浦和高等学校
- 埼玉県立浦和第一女子高等学校
- 埼玉県立浦和西高等学校

#### 南区
- 埼玉県立浦和商業高等学校

#### 緑区
- 埼玉県立浦和東高等学校

#### 岩槻区
- 埼玉県立岩槻高等学校
- 埼玉県立岩槻商業高等学校
- 埼玉県立岩槻北陵高等学校

### 川越市
- 埼玉県立川越高等学校
- 埼玉県立川越工業高等学校
- 埼玉県立川越女子高等学校
- 埼玉県立川越総合高等学校
- 埼玉県立川越西高等学校
- 埼玉県立川越初雁高等学校
- 埼玉県立川越南高等学校

### 熊谷市
- 埼玉県立熊谷高等学校
- 埼玉県立熊谷工業高等学校
- 埼玉県立熊谷商業高等学校
- 埼玉県立熊谷女子高等学校
- 埼玉県立熊谷西高等学校
- 埼玉県立熊谷農業高等学校
- 埼玉県立妻沼高等学校

### 川口市
- 埼玉県立川口高等学校
- 埼玉県立川口北高等学校
- 埼玉県立川口工業高等学校
- 埼玉県立川口青陵高等学校
- 埼玉県立川口東高等学校
- 埼玉県立鳩ヶ谷高等学校

### 行田市
- 埼玉県立進修館高等学校

### 秩父市
- 埼玉県立秩父高等学校
- 埼玉県立秩父農工科学高等学校

### 所沢市
- 埼玉県立芸術総合高等学校
- 埼玉県立所沢高等学校
- 埼玉県立所沢北高等学校
- 埼玉県立所沢商業高等学校
- 埼玉県立所沢中央高等学校
- 埼玉県立所沢西高等学校

### 飯能市
- 埼玉県立飯能高等学校

### 加須市
- 埼玉県立不動岡高等学校

### 本庄市
- 埼玉県立児玉高等学校（旧・埼玉県立児玉白楊高等学校と合併）
- 埼玉県立本庄高等学校

### 東松山市
- 埼玉県立松山高等学校
- 埼玉県立松山女子高等学校

### 春日部市
- 埼玉県立春日部高等学校
- 埼玉県立春日部工業高等学校
- 埼玉県立春日部女子高等学校
- 埼玉県立春日部東高等学校
- 埼玉県立庄和高等学校

### 狭山市
- 埼玉県立狭山経済高等学校
- 埼玉県立狭山工業高等学校
- 埼玉県立狭山清陵高等学校
- 埼玉県立狭山緑陽高等学校（定時制）

### 羽生市
- 埼玉県立誠和福祉高等学校
- 埼玉県立羽生高等学校（定時制）
- 埼玉県立羽生実業高等学校
- 埼玉県立羽生第一高等学校

### 鴻巣市
- 埼玉県立鴻巣高等学校
- 埼玉県立鴻巣女子高等学校
- 埼玉県立吹上秋桜高等学校（定時制）

### 深谷市
- 埼玉県立深谷高等学校
- 埼玉県立深谷商業高等学校
- 埼玉県立深谷第一高等学校

### 上尾市
- 埼玉県立上尾高等学校
- 埼玉県立上尾鷹の台高等学校
- 埼玉県立上尾橘高等学校
- 埼玉県立上尾南高等学校

### 草加市
- 埼玉県立草加高等学校
- 埼玉県立草加西高等学校
- 埼玉県立草加東高等学校
- 埼玉県立草加南高等学校

### 越谷市
- 埼玉県立越ヶ谷高等学校
- 埼玉県立越谷北高等学校
- 埼玉県立越谷総合技術高等学校
- 埼玉県立越谷西高等学校
- 埼玉県立越谷東高等学校
- 埼玉県立越谷南高等学校

### 蕨市
- 埼玉県立蕨高等学校

### 戸田市
- 埼玉県立戸田翔陽高等学校（定時制）
- 埼玉県立南稜高等学校

### 入間市
- 埼玉県立入間向陽高等学校
- 埼玉県立豊岡高等学校

### 朝霞市
- 埼玉県立朝霞高等学校
- 埼玉県立朝霞西高等学校

### 志木市
- 埼玉県立志木高等学校

### 和光市
- 埼玉県立和光高等学校
- 埼玉県立和光国際高等学校

### 新座市
- 埼玉県立新座高等学校
- 埼玉県立新座総合技術高等学校
- 埼玉県立新座柳瀬高等学校

### 桶川市
- 埼玉県立桶川高等学校
- 埼玉県立桶川西高等学校

### 久喜市
- 埼玉県立久喜高等学校
- 埼玉県立久喜工業高等学校
- 埼玉県立久喜北陽高等学校
- 埼玉県立栗橋北彩高等学校
- 埼玉県立鷲宮高等学校

### 北本市
- 埼玉県立北本高等学校

### 八潮市
- 埼玉県立八潮高等学校
- 埼玉県立八潮南高等学校

### 富士見市
- 埼玉県立富士見高等学校

### 三郷市
- 埼玉県立三郷高等学校
- 埼玉県立三郷北高等学校
- 埼玉県立三郷工業技術高等学校

### 蓮田市
- 埼玉県立蓮田松韻高等学校

### 坂戸市
- 埼玉県立坂戸高等学校
- 埼玉県立坂戸西高等学校

### 幸手市
- 埼玉県立幸手桜高等学校

### 鶴ヶ島市
- 埼玉県立鶴ヶ島清風高等学校

### 日高市
- 埼玉県立日高高等学校

### 吉川市
- 埼玉県立吉川美南高等学校

### ふじみ野市
- 埼玉県立ふじみ野高等学校

### 白岡市
- 埼玉県立白岡高等学校

### 北足立郡

#### 伊奈町
- 埼玉県立伊奈学園総合高等学校―併設型中高一貫校

### 入間郡

#### 越生町
- 埼玉県立越生高等学校

### 比企郡

#### 滑川町
- 埼玉県立滑川総合高等学校

#### 小川町
- 埼玉県立小川高等学校

#### 鳩山町
- 埼玉県立鳩山高等学校

### 秩父郡

#### 皆野町
- 埼玉県立皆野高等学校

#### 小鹿野町
- 埼玉県立小鹿野高等学校

### 大里郡

#### 寄居町
- 埼玉県立寄居城北高等学校

### 南埼玉郡

#### 宮代町
- 埼玉県立宮代高等学校

### 北葛飾郡

#### 杉戸町
- 埼玉県立杉戸高等学校
- 埼玉県立杉戸農業高等学校

#### 松伏町
- 埼玉県立松伏高等学校

## 市立高等学校

### さいたま市

#### 北区
- さいたま市立大宮北高等学校

#### 浦和区
- さいたま市立浦和高等学校― 併設型中高一貫校

#### 南区
- さいたま市立浦和南高等学校

### 川口市
- 川口市立高等学校― 併設型中高一貫校

### 川越市
- 川越市立川越高等学校

## 私立高等学校

### さいたま市

#### 西区
- 埼玉栄高等学校

#### 大宮区
- 大宮開成高等学校

#### 見沼区
- 栄東高等学校

#### 中央区
- 淑徳与野高等学校

#### 浦和区
- 浦和麗明高等学校

#### 南区
- 浦和実業学園高等学校

#### 緑区
- 青山学院大学系属浦和ルーテル学院高等学校
- 浦和明の星女子高等学校―完全中高一貫校で、高等学校からの募集はない
- 浦和学院高等学校

#### 岩槻区
- 開智高等学校

### 蕨市
- 武南高等学校

### 上尾市
- 秀明英光高等学校

### 志木市
- 慶應義塾志木高等学校
- 細田学園高等学校

### 新座市
- 西武台高等学校
- 立教新座高等学校

### 川越市
- 霞ヶ関高等学校（通信制）
- 川越東高等学校
- 秀明高等学校
- 城西大学付属川越高等学校
- 城北埼玉高等学校
- 東邦音楽大学附属東邦第二高等学校
- 星野高等学校
- 山村学園高等学校

### 坂戸市
- 山村国際高等学校

### 狭山市
- 秋草学園高等学校
- 西武学園文理高等学校

### 入間市
- 東野高等学校
- 狭山ヶ丘高等学校
- 武蔵野音楽大学附属高等学校

### 飯能市
- 大川学園高等学校（通信制）
- 自由の森学園高等学校
- 聖望学園高等学校

### 東松山市
- 東京農業大学第三高等学校

### 本庄市
- 本庄第一高等学校
- 本庄東高等学校
- 早稲田大学本庄高等学院

### 深谷市
- 正智深谷高等学校
- 創学舎高等学校（通信制）
- 東京成徳大学深谷高等学校

### 加須市
- 開智未来高等学校
- 花咲徳栄高等学校

### 越谷市
- 叡明高等学校
- 獨協埼玉高等学校
- 武蔵野星城高等学校（通信制）

### 春日部市
- 春日部共栄高等学校
- 松栄学園高等学校（通信制）

### 北足立郡

#### 伊奈町
- 国際学院高等学校
- 栄北高等学校

### 入間郡

#### 越生町
- 清和学園高等学校（通信制）
- 武蔵越生高等学校

#### 毛呂山町
- 埼玉平成高等学校

### 比企郡

#### 嵐山町
- 大妻嵐山高等学校

### 北葛飾郡

#### 杉戸町
- 志学会高等学校（通信制）
- 昌平高等学校

## 改称した学校
設立主体は現在のもの。

### 県立高等学校
- 埼玉県立浦和第二女子高等学校→埼玉県立浦和西高等学校
- 埼玉県立川越農業高等学校→埼玉県立川越総合高等学校
- 埼玉県立行田高等学校→埼玉県立行田進修館高等学校
- 児玉農業高等学校→埼玉県立児玉農工高等学校→埼玉県立児玉白楊高等学校
- 埼玉県立常盤女子高等学校→埼玉県立常盤高等学校
- 埼玉県立所沢緑ヶ丘高等学校→埼玉県立芸術総合高等学校
- 埼玉県立深谷女子高等学校→埼玉県立深谷第一高等学校
- 埼玉県立不動岡女子高等学校→埼玉県立不動岡誠和高等学校→埼玉県立誠和福祉高等学校
- 埼玉県立与野農工高等学校→埼玉県立いずみ高等学校

### 市立高等学校
- 川口市立川口商業高等学校→川口市立川口高等学校→川口市立高等学校
- 川口市立川口女子高等学校→川口市立川口総合高等学校→川口市立高等学校
- 川口市立青木高等学校→川口市立県陽高等学校→川口市立高等学校
- 川越市立川越商業高等学校→川越市立川越高等学校
- さいたま市立大宮西高等学校→さいたま市立大宮国際中等教育学校

### 私立高等学校
- 埼玉栄東高等学校→栄東高等学校
- 埼玉女子高等学校→埼玉高等学校→埼玉平成高等学校
- 埼玉第一高等学校→開智高等学校
- 桜ヶ丘女子高等学校→埼玉工業大学深谷高等学校→正智深谷高等学校
- 秀明上尾高等学校→秀明英光高等学校
- 東和大学附属昌平高等学校→昌平高等学校
- 星野女子高等学校→星野高等学校
- 細田学園女子高等学校→細田学園高等学校
- 本庄女子高等学校→本庄第一高等学校
- 武蔵野女子高等学校→本庄東高等学校
- 山村女子高等学校→山村学園高等学校
- 山村第二女子高等学校→山村国際高等学校
- 越生工業高等学校→越生高等学校→武蔵越生高等学校
- 嵐山女子高等学校→大妻嵐山高等学校
- 立教高等学校→立教新座高等学校
- 彰華学園高等学校→真英舎学院高等学校→志学会高等学校
- 小松原高等学校→叡明高等学校
- 小松原女子高等学校→浦和麗明高等学校